# 基督城中心市
基督城中心市（英語：Christchurch Central City），是紐西蘭第二大城市基督城的心臟地帶，位處於比利大道（Bealey Avenue）、菲茨杰拉德大道（Fitzgerald Avenue）、摩爾豪斯大道（Moorhouse Avenue）和迪恩斯大道（Deans Avenue）之間，包含該市建築最密集的區域，周邊的住宅、工業和學校區，亦包含一些綠化帶，如海格利公园、基督城植物园、巴巴多斯街公墓等。